# La maison du Bon Pasteur de Reims
La maison du Bon Pasteur de Reims était une œuvre de récupération et de sauvetage des jeunes, filles, créé en 1837, et reconnue par le ministère de la justice. Elle était tenue par les sœurs de la communauté Notre-Dame-de-Charité du Bon Pasteur jusqu’à sa laïcisation vers 1970. Son activité s'est poursuivie jusque vers 1990 avant sa destruction pour construite le nouveau conservatoire.

## Localisation
La maison du Bon Pasteur était située dans le département français de la Marne, sur la commune de Reims, aux n°88 et 89  rue neuve qui deviendra 20 rue Gambetta en 1884.

## Historique
La communauté Notre-Dame-de-Charité du Bon Pasteur, fondée à Angers, est arrivée à Reims en 1835.
La communauté du Bon Pasteur installe la maison du bon pasteur en 1837 à Reims rue neuve qui sera renommée en rue Gambetta. Les religieuses de cette communauté ont fait un vœu spécial de travailler au salut des âmes.
Elles veulent lutter contre la dépravation des mœurs et proposent à l’époque un asile pour « fuir les dangers du siècle » .
Dans cette mission, elles assistent celles qui leur sont confiées par l’autorité légitime.
Le ministère de la justice retient cet établissement pour le placement des jeunes filles de plus de 13 ans. Il est identifié pour des travaux ménagers, lavage, repassage et couture.
Elles reprennent des bâtiments qui ont été occupés temporairement par une filature.
La maison se divise en une institution destinée aux enfants et une autre aux jeunes filles.
La maison a été laïcisée dans les années 1970.
L’établissement ferme et est détruit, vers 1990, pour laisser la place à la construction de l'actuel Conservatoire de Reims.